# Canton des Saintes
Le canton des Saintes est une ancienne division administrative française, située dans le département et la région Guadeloupe.

## Composition
Le canton des Saintes comprenait deux communes :
- Terre-de-Haut : 1 729 habitants (chef-lieu de canton)
- Terre-de-Bas : 1 267 habitants

## Représentation
| Période                                                 | Période             | Identité       | Étiquette   | Qualité                                        |
| ------------------------------------------------------- | ------------------- | -------------- | ----------- | ---------------------------------------------- |
| 1951                                                    | 1964                | D. Germain     | Indépendant |                                                |
| 1964                                                    | 1976                | René Germain   | DVD         | Maire de Terre-de-Haut (1971-1977)             |
| 1976                                                    | 1994                | Eugène L'Étang | DVG → DVD   | Maire de Terre-de-Bas (1965-1989)              |
| 1994                                                    | 1995 (invalidation) | Robert Joyeux  | OG-RPR      | Maire de Terre-de-Haut (1977-2000)             |
| 1995                                                    | 2008                | Prosper Petit  | OG-UMP      | Gendarme retraité, Terre-de-Bas                |
| 2008                                                    | 2015                | Hilaire Brudey | FGPS        | Conseiller régional (2004-2010 et depuis 2012) |
| Les données antérieures ne sont pas encore mentionnées. |                     |                |             |                                                |